# Еретики Дюны
«Еретики Дюны» (англ. Heretics of Dune) — научно-фантастический роман Фрэнка Герберта, пятый в серии из шести романов фантастической саги «Хроники Дюны». Является продолжением романов «Дюна» (1965 год), «Мессия Дюны» (1969), «Дети Дюны» (1976) и «Бог-император Дюны» (1981). Занимал 13-е место в рейтинге научно-фантастических бестселлеров в твёрдой обложке в 1984 году по версии The New York Times. Действие книги происходит через 1500 лет после смерти бога-императора Лето Атрейдеса II и таким образом является первым произведением в серии, которое отделено от остальных своей оригинальной историей с совершенно новыми персонажами и преображёнными условиями ранее созданной вселенной Дюны. Основную роль в романе играет организация Бене Гессерит, пытающаяся спасти остатки старой империи от таинственного и жестокого нападения.

## Краткий обзор
Прошло полторы тысячи лет со времени 3508-летнего правления бога-императора Лето Атрейдеса II, окончившегося его убийством; человечество твёрдо придерживается Золотого пути, плана Лето для спасения человечества от гибели. Миллиарды людей в поисках счастья покинули миры Старой империи. Эта эпоха вошла в историю как Рассеяние. Теперь никто не знает границ Вселенной, никто не знает, что таит в себе бесконечный космос. Спустя полторы тысячи лет некоторые из тех, кто ушел, начали возвращаться, в стремлении завоевывать. Только Бене Гессерит в полной мере осознают Золотой Путь и встали перед выбором: придерживаться традиционной для них роли скрытых манипуляторов, незаметно облегчающих напряженность и руководящих прогрессом человечества, одновременно сражаясь за своё собственное выживание, или встать на Золотой Путь и толкнуть человечество вперед в новое будущее, где люди будут свободны от угрозы вымирания. Считая, что дальнейшее следование воле Бога-Императора, выражаемой им через свои воплощения — Червей Арракиса, вредит развитию человечества, Бене Гессерит провоцируют уничтожение Арракиса и гибель всех Червей. С этого момента развитие человечества должно идти без влияния воли Бога-Императора. Но один Червь пойман для возрождения производства меланжа на другой планете.

## Главные герои
- Тараза — Верховная Мать Бене Гессерит
- Дарви Одраде — Преподобная Мать Бене Гессерит
- Майлс Тег — величайший военный стратег, ментат
- 12-й гхола Дункана Айдахо
- Шиана Браф — девочка с планеты Ракис
- Луцилла — Преподобная Мать Бене Гессерит
- Швандью — Преподобная Мать Бене Гессерит
- Туек — верховный жрец
- Вафф — мастер Бене Тлейлаксу

## Выход книги
В Чехии книга выдержала 3 издания — в 1997, 2002 и 2007 годах
- Фрэнк Герберт. Еретики Дюны. — Прага: Svoboda, 1997. — ISBN 80-205-0539-3.
- Фрэнк Герберт. Еретики Дюны. — Прага: Baronet, 2002. — ISBN 80-7214-451-0.
- Фрэнк Герберт. Еретики Дюны. — Прага: Baronet, 2007. — ISBN 978-80-7214-977-3.

В Италии роман издавался четырежды
- Фрэнк Герберт. Еретики Дюны. — 1984.
- Фрэнк Герберт. Еретики Дюны. — Editrice Nord, 1984. — Т. антология Cosmo Oro[англ.], N 66. — 542 с. — ISBN 88-429-0363-9.
- Фрэнк Герберт. Еретики Дюны. — Sperling & Kupfer, 2000. — Т. антология Sperling Serial N 5. — 424 с. — ISBN 88-86845-89-8.
- Фрэнк Герберт. Еретики Дюны / редактор Fanucci Editore. — TIF Extra, 2012. — 604 с. — ISBN 978-88-347-1849-0.

В Румынии книга издавалась 5 раз
- 1995 - Ereticii Dunei, Ed. Nemira, Colecția "Nautilus" nr. 75, traducere Ion Doru Brana
- 2003 - Ereticii Dunei, Ed. Nemira, Colecția "Nautilus" nr. 181, traducere Ion Doru Brana, 512 pag., ISBN 973-569-598-7
- 2005 - Ereticii Dunei, Ed. Nemira, Colecția "Nautilus", traducere Ion Doru Brana, 688 pag., ISBN 978-973-569-751-8
- 2012 - Ereticii Dunei (cartonată), Ed. Nemira, Colecția "Nautilus", traducere Ion Doru Brana, 680 pag., ISBN 978-606-579-416-0
- 2013 - Ereticii Dunei, Ed. Nemira, Colecția "Nautilus", traducere Ion Doru Brana, 680 pag., ISBN 978-606-579-699-7